# Karsten Vogt

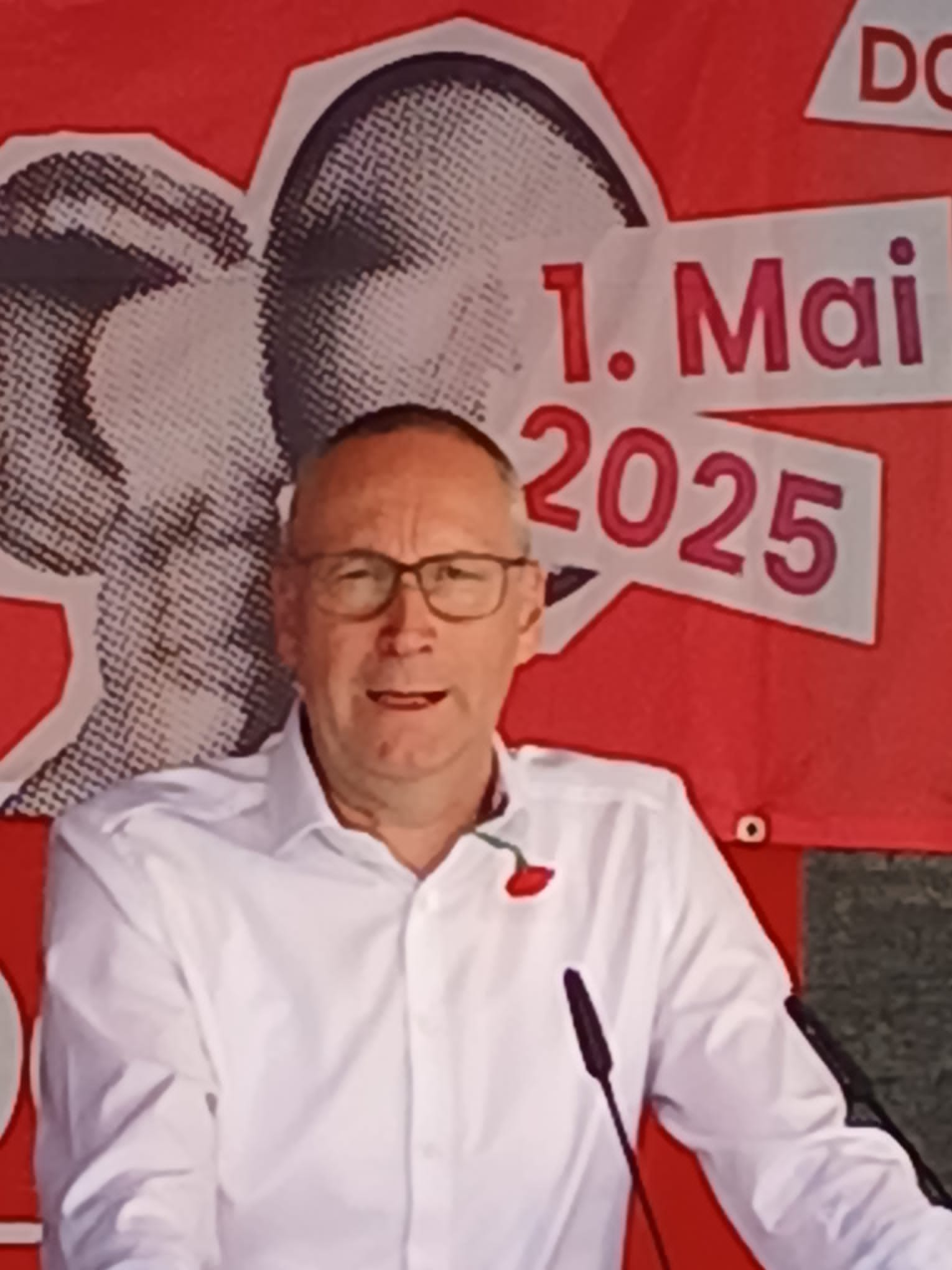
Karsten Vogt 2025

Karsten Olaf Vogt (* 5. Februar 1971 in Hoyerswerda) ist ein deutscher Politiker (CDU). Er ist seit 2022 Oberbürgermeister von Bautzen in der Oberlausitz.

## Leben
Nach abgeschlossenem Abitur 1989 und geleistetem Wehrdienst bis 1991 studierte Vogt zwischen 1991 und 1996 Lehramt für Deutsch und Geschichte an der Universität Greifswald. 1998 legte er sein zweites Staatsexamen für Lehramt ab und arbeitete daraufhin bis 2004 als Lehrer am Beruflichen Schulzentrum Kamenz. Von 2004 bis 2007 war er Schulreferent am Landesamt für Schule und Bildung in Bautzen und zuletzt bis zur Wahl als Bürgermeister Schulleiter des Philipp-Melanchthon-Gymnasiums.
Vogt ist unter anderem Präsident des Lions-Clubs Bautzen sowie stellvertretender Vorsitzender des Technologiefördervereins Bautzen. Er ist verheiratet und hat eine Tochter.

## Politik
Vogt saß zwischen 2014 und 2022 im Bautzener Stadtrat, wo er zwischen 2016 und 2019 Vorsitzender der CDU-Fraktion war. Bei der Bürgermeisterwahl 2022 setzte er sich mit 53,9 % der Stimmen gegen vier weitere Kandidaten durch und wurde Oberbürgermeister von Bautzen.